# Romeosaurus
Il romeosauro (gen. Romeosaurus) è un rettile marino estinto, appartenente ai mosasauri. Visse nel Cretaceo superiore (Turoniano - Santoniano, circa 93 - 85 milioni di anni fa) e i suoi resti fossili sono stati ritrovati in Italia.

## Descrizione
Questo animale è noto per alcuni resti fossili ritrovati in Veneto, nelle località fossilifere di Fumane e di Monte Loffa. Romeosaurus doveva essere un mosasauro di dimensioni medio - piccole, leggermente superiori a quelle di Clidastes, e non doveva superare i 4 metri di lunghezza. Come tutti i mosasauri, Romeosaurus doveva possedere un corpo slanciato e quattro arti trasformati in strutture simili a pagaie.
I fossili sono attribuibili a due specie diverse, distinguibili per alcune caratteristiche del cranio. La specie tipo è Romeosaurus fumanensis, nota per quattro esemplari incompleti, ma sufficienti a ricostruirne l'aspetto. R. fumanensis era dotato di un cranio relativamente sottile, in cui erano presenti 15 denti fortemente ricurvi per ogni mascella. I denti presentavano una sezione subcircolare e due carene anteriori e posteriori debolmente sviluppate. 

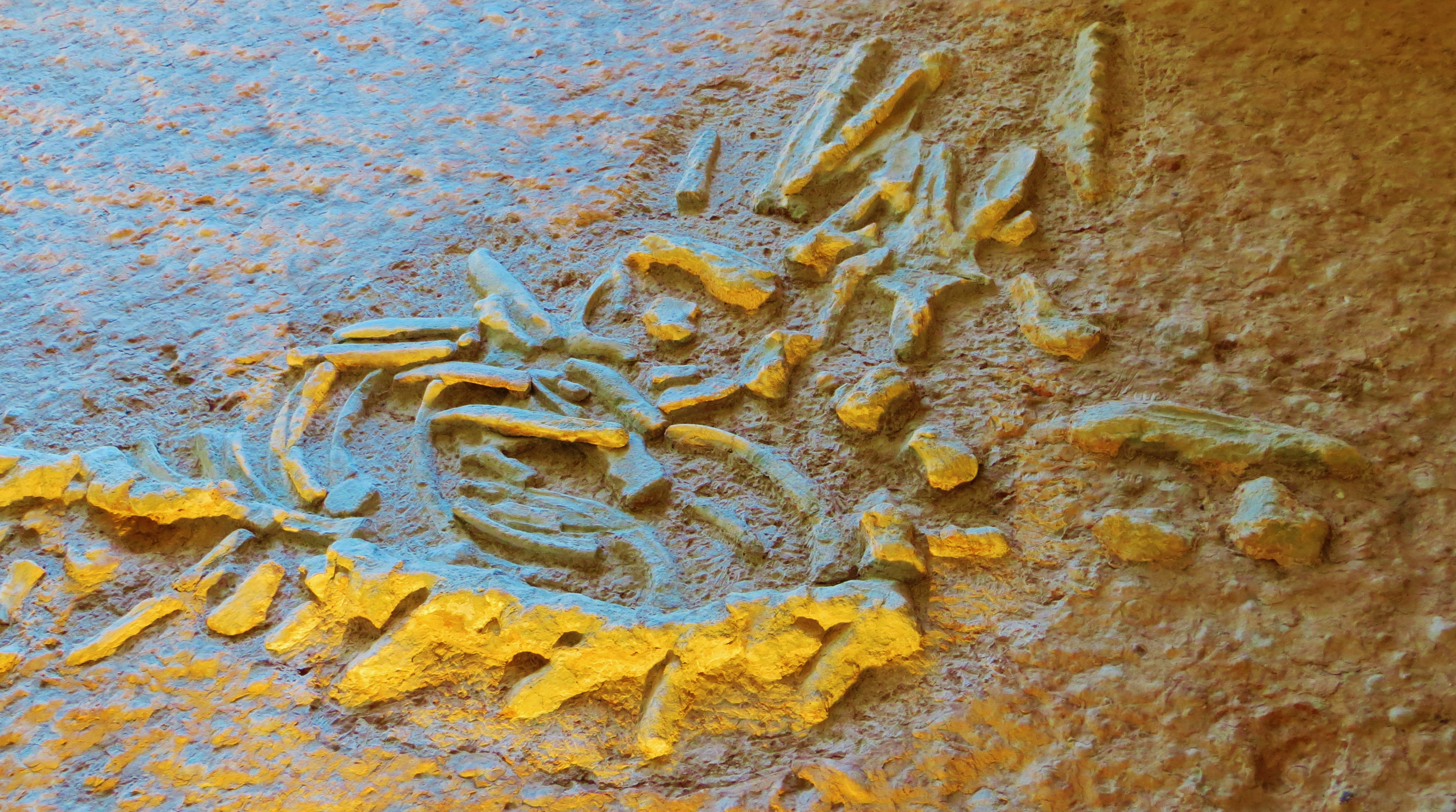
Parte dello scheletro di Romeosaurus fumanensis

Le corone dei denti delle mascelle erano lisce, e non presentavano alcun tipo di ornamentazione dello smalto. La specie R. sorbinii è nota solo per un esemplare, e differisce dalla precedente per la diversa forma dell'osso frontale, per il minor numero di denti nelle mascelle (13) e per la presenza di un'ornamentazione sullo smalto dei denti.

## Classificazione
Romeosaurus è stato descritto per la prima volta nel 2013, sulla base di resti fossili ritrovati in alcune cave tra il Monte Loffa e il villaggio di Fumane, nei Monti Lessini. Le analisi filogenetiche effettuate (Palci et al., 2013) indicano che Romeosaurus è considerato il più stretto parente di Russellosaurus, un mosasauroide nordamericano; queste due forme sarebbero, insieme con il colombiano Yaguarasaurus, i rappresentanti di una sottofamiglia di mosasauri primitivi nota come Yaguarasaurinae, affine agli altrettanto primitivi Tethysaurinae (Tethysaurus e Pannoniasaurus). 

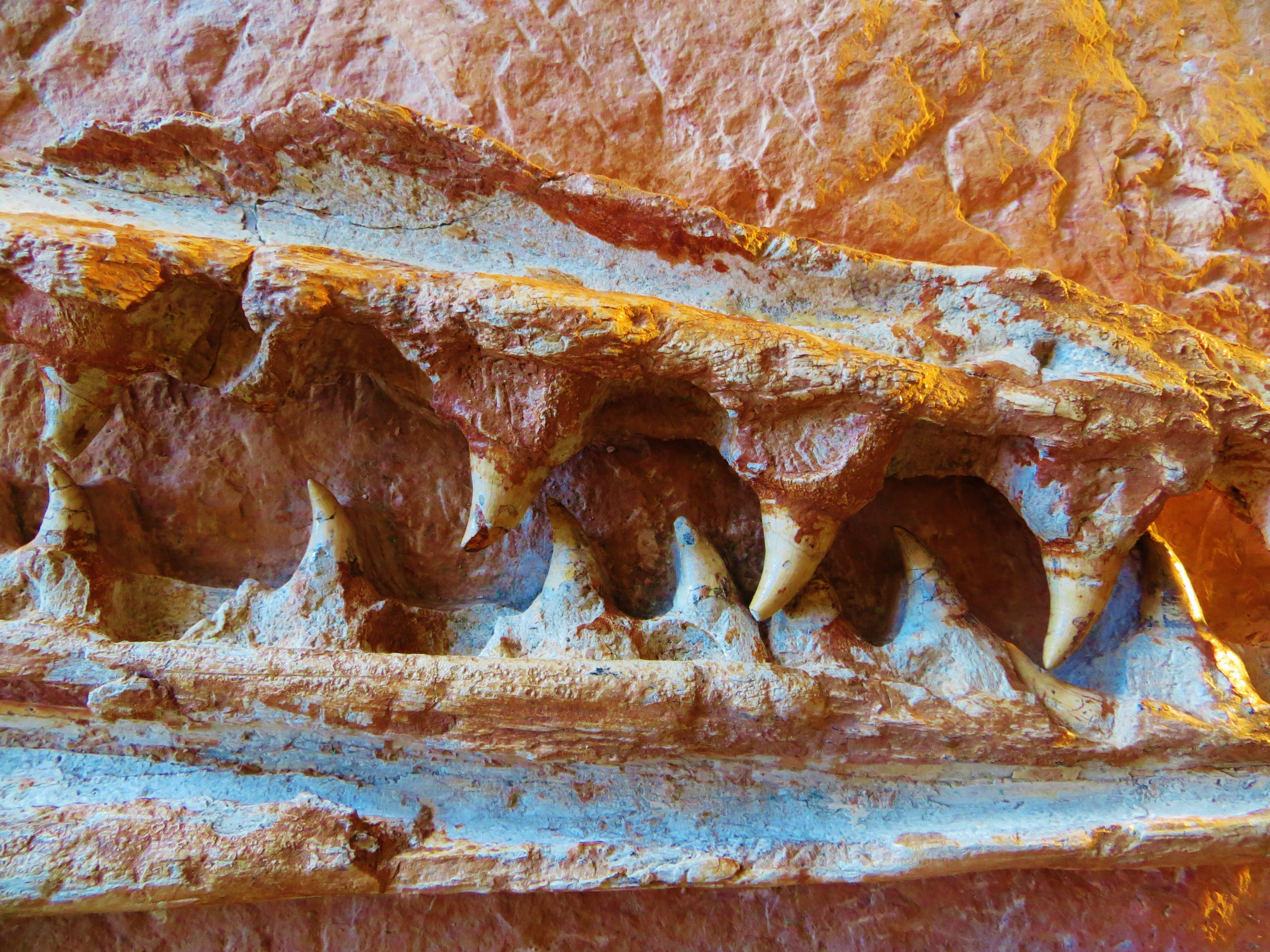
Particolare della dentatura di Romeosaurus fumanensis

Questo clade comprendente queste due sottofamiglie era vicino a un altro clade, rappresentato dalle sottofamiglie dei tilosaurini (Tylosaurinae) e dei plioplatecarpini (Plioplatecarpinae). Romeosaurus possedeva una caratteristica che lo differenziava da Russellosaurus, Tethysaurus e Pannoniasaurus: la presenza di un rostro predentale sulla mandibola. 
Lo studio di Palci et al. ha inoltre irrobustito l'ipotesi di come, all'interno del gruppo dei mosasauri, vi sia stata per ben due volte l'evoluzione delle zampe in strutture simili a pagaie: da una parte, nel grande clade composto da tetisaurini, yaguarasaurini, mosasaurini e plioplatecarpini, i membri più basali (ad es. Tethysaurus e Pannoniasaurus) possedevano una condizione plesiopedale (le zampe conservavano ancora una conformazione adatta alla locomozione terrestre) e plesiopelvica (era ancora presente l'osso sacro); dall'altra, nel clade composto da alisaurini e mosasaurini, con il genere Dallasaurus dotato anch'esso di una condizione plesiopedale. Le condizioni idropedale (zampe a forma di pinne) e idropelvica (non vi era una connessione stabile tra ilio e vertebre sacrali) si svilupparono quindi indipendentemente nelle due linee evolutive. È possibile, inoltre, che anche gli yaguarasaurini e gli alisaurini abbiano evoluto indipendentemente zampe simili a pinne, ma ciò non è chiaro a causa dell'incompletezza dei resti fossili.

## Paleoecologia
I fossili di Romeosaurus sono stati ritrovati nella formazione della Scaglia Rossa Veneta, e più precisamente nella litozona nota come "Lastame", che si suppone fosse una zona di mare aperto nel Cretaceo superiore. Ciò è comprovato dal ritrovamento di numerosi vertebrati marini (gli squali Cretoxyrhina e Ptychodus, la tartaruga Protosphargis), di ammoniti e di foraminiferi planctonici.

## Significato del nome
Il nome generico Romeosaurus deriva da Romeo, il personaggio scespiriano vissuto a Verona, la città vicino alla quale sono stati ritrovati i fossili. L'epiteto specifico fumanensis è in relazione al villaggio di Fumane, mentre l'epiteto specifico sorbinii onora Lorenzo Sorbini, paleontologo e curatore del Museo di Storia Naturale di Verona.